# Андиев, Сослан Петрович
Сосла́н Петро́вич Анди́ев (осет. Андиаты Петры фырт Сослан; 21 апреля 1952, Дзауджикау — 22 ноября 2018, Москва) — советский борец вольного стиля, двукратный олимпийский чемпион, 4-кратный чемпион мира, 3-кратный чемпион Европы. Заслуженный тренер РСФСР (1987). Заслуженный работник физической культуры РСФСР (1991). Майор внутренней службы. Первый уроженец Северной Осетии, ставший олимпийским чемпионом.

## Биография
Родился 21 апреля 1952 года во Владикавказе. Отец — Андиев Петр Ахметович (1905—?), осетин. Рост у отца был 2 метра 18 сантиметров, и весил он 136 килограммов. Был абсолютным чемпионом Северного Кавказа по борьбе. Мать — Андиева Наталья Даниловна (1909—?), русская. В семье Андиевых было четверо детей: дочь Светлана и сыновья — Геннадий, Сергей и Сослан. Старшие братья занимались борьбой, выступали в тяжелом весе, были чемпионами РСФСР, призёрами первенства страны. Когда Сослану было 8 лет, умер отец.
С 1964 года стал заниматься борьбой. Первый тренер — Асланбек Захарович Дзгоев. В 1969 году выиграл чемпионат мира среди юношей в США. После этого тренером Сослана стал его брат Геннадий. Оба брата были его спарринг-партнёрами. В 1971 году братья боролись на первенстве РСФСР и заняли весь пьедестал в тяжёлом весе: Геннадий — чемпион, Сергей — второй, Сослан — третий. Уникальное достижение и по сей день.
23 мая 1973 года в ходе матчевой встречи со сборной командой США в Мэдисоне (штат Висконсин) за 40 секунд до окончания поединка Сослан бросил на ковёр и зафиксировал туше опережавшего его по очкам 211-килограммового американца Криса Тейлора.  Коронным приёмом борца являлся бросок затягиванием захватом руки и туловища
Окончил Горский государственный аграрный университет в 1974 году, экономист. Кандидат сельскохозяйственных наук. Член КПСС с 1976 года. Выступал за «Динамо» Орджоникидзе. Подготовил бронзового призёра Олимпийских игр 1988 года Владимира Тогузова. В 1990—1998 годах — вице-президент Олимпийского комитета России. Член исполкома ОКР. Председатель комитета по физической культуре и спорту Республики Северная Осетия — Алания (1989—2007).
Имел звание майора внутренней службы.
Похоронен на Гизельском кладбище.
Память
5 ноября 2022 года на доме № 44 по улице Карла Маркса была установлена мемориальная доска в память о Сослане Андиеве.

## Достижения
- Чемпион Олимпийских игр (1976, 1980) в супертяжёлом весе, первый осетин — олимпийский чемпион;
- Чемпион мира (1973, 1975, 1977, 1978);
- Обладатель Кубка мира (1973, 1976, 1981), серебряный призёр Кубка мира (1978, 1980);
- Чемпион Европы (1974, 1975, 1982);
- Серебряный призёр чемпионата мира (1974);
- Чемпион СССР (1973, 1974, 1975, 1976, 1977, 1978, 1980);
- Абсолютный чемпион СССР (1976);
- Заслуженный мастер спорта СССР;
- Заслуженный деятель культуры Северо-Осетинской АССР;
- Заслуженный тренер РСФСР;
- Заслуженный работник физической культуры РСФСР (20 декабря 1991 года) — за заслуги в развитии физической культуры и спорта[7]

## Награды
- Орден Почёта (16 октября 2002 года) — за заслуги в развитии физической культуры и спорта, многолетний добросовестный труд[8]
- Орден Дружбы (22 января 1997 года) — за заслуги перед государством, большой вклад в укрепление дружбы и сотрудничества между народами, многолетнюю плодотворную деятельность в области культуры и искусства, высокие достижения в развитии физической культуры и спорта[9]
- Орден Трудового Красного Знамени (24 сентября 1980 года) — за высокие спортивные достижения и успехи в развитии физической культуры и спорта[10];;
- Орден Дружбы народов (10 сентября 1976 года) — за высокие спортивные достижения на соревнованиях XXI летних Олимпийских игр[11];
- Медаль «За трудовое отличие»;
- Золотой орден Международной федерации спортивной борьбы (FILA);
- Медаль «Во Славу Осетии».
- Почётная грамота Президиума Верховного совета Российской Федерации (26 апреля 1993 года) — за долголетнюю плодотворную работу, большие личные заслуги в развитии физической культуры и спорта в Российской Федерации и в связи с 70-летием со дня образования первого в России физкультурно — спортивного общества «Динамо»[12]

## Фильмография
- 1985 — Знай наших! — Рауль ле Буше